# Вейсенберг, Евгений Семёнович
Евге́ний Семёнович Ве́йсенберг (14 марта 1892, Санкт-Петербург — 15 марта 1940, Ленинград) — советский организатор кинопроизводства, специалист в области кинотехники.

## Биография
Родился в Санкт-Петербурге в семье присяжного поверенного. В 1914 году окончил юридический факультет Императорского Санкт-Петербургского университета. 
После окончания университета работал в кинематографических фирмах — АО «Биохром», АО «Биофильм», с 1918 года — в Петроградском кинокомитете, в 1920—1921 годах вёл лекционные занятия по кино в ряде клубов Петрограда.
В 1923 году — управляющий конторой Петроградского отделения кинематографической конторы «Кино-Москва». Входил в состав художественного совета 1-го Киноколлектива (1923).
В 1923—1925 годах — управляющий конторой, управляющий делами Петроградского отделения Госкино (с 1924 года — Ленинградского отделения Госкино). В 1925—1926 годах — заведующий культпрокатом Северо-Западного отделения Всероссийского акционерного фотокинематографического общества «Совкино», 1926—1929 годах — инструктор-инспектор по прокату Ленинградского отделения «Совкино».
Участвовал в работе Кинокомитета Государственного института истории искусств (ГИИИ), выступил с докладом «О некоторых способах рационализации кинопроизводства» (1927). В 1927—1929 годах читал лекции в Государственном фотокинотехникуме. Один из учредителей Ленинградской ассоциации работников революционной кинематографии (ЛенАРРК).
В 1930 году — заведующий бюро технической информации Всесоюзного треста оптико-механической промышленности (ВТОМП) Всесоюзного госуда́рственного кинофотообъедине́ния «Союзкино». В 1930—1938 годах — заведующий бюро технической информации Государственного оптического завода (ГОЗ) (с 1931 года — Государственного оптико-механического завода имени ОГПУ (ГОМЗ)).
Автор ряда статей и книг по вопросам кинематографа, составитель трёх выпусков «Кинотехнических бюллетеней Ленинградского областного отделения Совкино». Одним из первых писал о технологии производства звуковых фильмов, Вейсенбергу принадлежит первая статья о «рисованном звуке».
Проживал в Ленинграде по адресу: улица Чайковского, 36. Умер 15 марта 1940 года в Ленинграде, похоронен на Малоохтинском кладбище.

### Семья
- отец — Семëн Ефимович Вейсенберг[укр.] (1862—1924)[K 3], присяжный поверенный, член совета акционерного общества «Брокгауз-Ефрон», делегат ряда всемирных конгрессов и съездов сионистов России, был выборщиком от Санкт-Петербурга Государственной Думы I и II созывов и членом Совещательного Бюро при евреях-депутатах Государственной Думы III созыва[9][27][28];
- мать — Фанни Сергеевна Вейсенберг (урождённая Зак) (1870—1940)[9];
- брат — Анатолий Семёнович Вейсенберг (Белогорский) (1893—1942), актёр[9];
- жена — Ирина Александровна Вейсенберг (урождённая Мендельсон) (1899—1986), работник Государственной Публичной библиотеки имени М. Е. Салтыкова-Щедрина[9][29].

## Переводы
- Шрот Пауль. Практическая оптика / пер. с нем. Е. С. Вейсенберга. — М.—Л.: Государственное технико-теоретическое издательство, 1932. — 176 с.
- Рейнерс Г. Г. Расчёт и конструкция звукового кинопроектора / пер. с нем. Е. С. Вейсенберга, предисл. и ред. С. Т. Цукерман. — Л.: ВООМП, 1934. — 60 с.

## Комментарии
1. ↑  В 1929 году прочитал доклад на секции научно-исследовательского кабинета ЛенАРРК «Терминология в советском кино» (совместно с С. И. Юткевичем)[12].
2. ↑  «Рисованный звук» — технология, позволяющая путём искусственного создания графики звуковых дорожек на кинопленке синтезировать любые звуки, эффекты, записывать сложные полифонические произведения[25].
3. ↑  По сведениям правнука, С. Е. Вейсенберг родился в 1862 году, умер — в 1924 году[9].